# Lý Thư Lỗi
Lý Thư Lỗi (tiếng Trung giản thể: 李书磊, bính âm Hán ngữ: Lǐ Shū Lěi, sinh ngày 21 tháng 1 năm 1964, người Hán) là chuyên gia văn học Trung Quốc, nhà giáo dục, chính trị gia nước Cộng hòa Nhân dân Trung Hoa. Ông là Ủy viên Bộ Chính trị khóa XX, hiện là lãnh đạo cấp phó quốc gia, Bộ trưởng Bộ Tuyên truyền Trung ương Đảng Cộng sản Trung Quốc. Trước khi vào Bộ Chính trị, ông là Ủy viên Ủy ban Kiểm tra Kỷ luật Trung ương Đảng khóa XVIII, XIX, Phó Bộ trưởng thường vụ Bộ Tuyên truyền, từng là Phó Hiệu trưởng thường vụ Trường Đảng Trung ương Đảng Cộng sản Trung Quốc, Phó Viện trưởng Học viện Hành chính Quốc gia Trung Quốc; Phó Bí thư Ủy ban Kiểm Kỷ, Phó Chủ nhiệm Ủy ban Giám sát Nhà nước; Thường vụ Thành ủy, Bí thư Ủy ban Kiểm Kỷ Thành ủy Bắc Kinh; Thường vụ Tỉnh ủy, Bộ trưởng Bộ Tuyên truyền Tỉnh ủy Phúc Kiến.
Lý Thư Lỗi là Đảng viên Đảng Cộng sản Trung Quốc, học vị Cử nhân Thư viện học, Tiến sĩ Văn học Trung Quốc hiện đại, học hàm Giáo sư ngành Văn học. Ông là chuyên gia văn học nổi tiếng từ thời trẻ xuất phát từ Đại học Bắc Kinh, có nhiều tác phẩm văn học nổi tiếng trong sự nghiệp của mình.

## Xuất thân và giáo dục
Lý Thư Lỗi sinh ngày 21 tháng 1 năm 1964 tại huyện Nguyên Dương, địa cấp thị Tân Hương, tỉnh Hà Nam, Cộng hòa Nhân dân Trung Hoa. Ông lớn lên và tốt nghiệp phổ thông ở quê nhà. Tháng 10 năm 1978, ông tới thủ đô Bắc Kinh, trúng tuyển và nhập học Khoa Khoa học thư viện, Đại học Bắc Kinh khi mới 14 tuổi, rồi tốt nghiệp Cử nhân chuyên ngành Thư viện học vào tháng 9 năm 1982. Sau đó, ông theo học cao học tại Khoa Trung văn của Đại học Bắc Kinh, nhận bằng Thạc sĩ Văn học Trung Quốc hiện đại vào tháng 12 năm 1984. Năm 1986, ông là nghiên cứu sinh tại Đại học Bắc Kinh, nhận bằng Tiến sĩ Văn học Trung Quốc hiện đại vào năm 1988, khi 24 tuổi và được mệnh danh là Thần đồng Bắc Đại (北大神童). Trong quá trình giảng dạy và nghiên cứu về sau, ông được phong học hàm Giáo sư ngành Văn học. Tháng 9 năm 1986, ông được kết nạp Đảng Cộng sản Trung Quốc, theo học khóa bồi dưỡng cán bộ trung niên và thanh niên một năm tại Trường Đảng Trung ương Đảng Cộng sản Trung Quốc từ tháng 9 năm 1994 đến tháng 7 năm 1995.

## Sự nghiệp

### Giáo dục
Tháng 12 năm 1984, sau khi tốt nghiệp thạc sĩ Đại học Bắc Kinh, Lý Thư Lỗi bắt đầu sự nghiệp khi được nhận vào làm giảng viên tại Khoa nghiên cứu và giảng dạy Văn hóa và Lịch sử, Trường Đảng Trung ương Đảng Cộng sản Trung Quốc. Từ tháng 12 năm 1989, ông là giảng viên bộ môn nghiên cứu và giảng dạy ngôn ngữ, Bộ Văn hóa và Lịch sử Trường Đảng Trung ương (Bộ Văn Sử). Giai đoạn này, ông được điều về địa phương trong chương trình công tác song ngành của Trung ương, vừa là giảng viên đại học, vừa giữ chức vụ Phó Bí thư Huyện ủy Huyện tự trị dân tộc Mãn Thanh Long, Hà Bắc từ tháng 2 năm 1992 đến tháng 5 năm 1993. Tháng 5 năm 1993, ông được bổ nhiệm làm Chủ nhiệm Phòng nghiên cứu và giảng dạy Ngôn ngữ, Bộ Văn Sử Trường Đảng, phong học hàm Phó Giáo sư và trở thành Giáo sư ngành Văn học từ năm 1995, khi 31 tuổi.
Tháng 4 năm 1996, Lý Thư Lỗi được bổ nhiệm làm Chủ nhiệm Phòng nghiên cứu và giảng dạy Văn hóa Chủ nghĩa xã hội, rồi được thăng chức làm Phó Chủ nhiệm Bộ Văn Sử Trường Đảng từ tháng 6 cùng năm. Tháng 1 năm 1999, ông nhậm chức Chủ nhiệm Bộ Văn Sử, là Ủy viên Hội đồng trường từ tháng từ tháng 4 năm 2001. Tháng 2 năm 2002, ông được bổ nhiệm làm Ủy viên Hội đồng trường, Chủ nhiệm Bộ Bồi dưỡng và Huấn luyện Trường Đảng. Trong giai đoạn này, ông tiếp tục tham gia chương trình công tác song ngành, giữ vị trí Phó Bí thư Thành ủy thành phố Tây An, tỉnh Thiểm Tây từ tháng 2 năm 2004 đến tháng 1 năm 2006, sau đó chuyên chức Chủ nhiệm Bộ Quản lý giáo dục Trường Đảng từ giai đoạn tháng 6–12 năm 2008.

### Hoạt động chính trị
Tháng 12 năm 2008, Lý Thư Lỗi được bổ nhiệm làm Phó Hiệu trưởng Trường Đảng Trung ương Đảng Cộng sản Trung Quốc, cấp phó bộ, tỉnh, tham gia soạn thảo các văn kiện trung ương của Đảng Cộng sản Trung Quốc, một trong các Phó Hiệu trưởng trợ lý của Hiệu trưởng Tập Cận Bình. Tháng 1 năm 2012, Lý Thư Lỗi được Ban Bí thư Trung ương Đảng chuyển tới công tác tại tỉnh Phúc Kiến, vào Ban Thường vụ Tỉnh ủy, nhậm chức Bộ trưởng Bộ Tổ chức Tỉnh ủy Phúc Kiến. Tháng 12 năm 2015, ông được điều về thủ đô Bắc Kinh, vào Ban Thường vụ Thành ủy, được bầu làm Bí thư Ủy ban Kiểm tra và Kỷ luật Thành ủy Bắc Kinh. Đầu năm 2017, ông được bầu làm Phó Bí thư Ủy ban Kiểm tra Kỷ luật Trung ương Đảng Cộng sản Trung Quốc, tái đắc cử tại khóa XIX và kiêm nhiệm Viện trưởng Học viện Kiểm tra, Giám sát và Kỷ luật Trung Quốc. Ông cũng là Chủ nhiệm Văn phòng Công tác Truy thu vật thể, tài sản của Tiểu tổ Phối hợp phòng chống tham nhũng Trung ương. Tháng 3 năm 2018, ông được Tổng lý Lý Khắc Cường bổ nhiệm kiêm nhiệm làm Phó Chủ nhiệm Uỷ ban Giám sát Nhà nước Trung Quốc, đồng thời là Bí thư Đảng ủy Khối cơ quan Ủy ban Kiểm Kỷ và Ủy ban Giám sát Trung ương giai đoạn tháng 7–12 năm 2020.
Tháng 12 năm 2020, Lý Thư Lỗi được điều trở về Trường Đảng, nhậm chức Phó Hiệu trưởng thường vụ Trường Đảng Trung ương, kiêm Phó Viện trưởng thường vụ Học viện Hành chính Quốc gia Trung Quốc, cấp chính tỉnh, bộ, hỗ trợ Hiệu trưởng, Viện trưởng Trần Hi quản lý công việc thường nhật của hai trường trung ương. Ngày 29 tháng 5 năm 2022, ông được điều chuyển cơ quan, nhậm chức Phó Bộ trưởng thường vụ Bộ Tuyên truyền Trung ương Đảng Cộng sản Trung Quốc, cấp bộ trưởng. Tháng 7 năm 2022, Lý Thư Lỗi được bầu làm đại biểu tham gia Đại hội Đảng Cộng sản Trung Quốc lần thứ XX từ đoàn đại biểu khối cơ quan trung ương Đảng và Nhà nước. Trong quá trình bầu cử tại đại hội, ông được bầu làm Ủy viên Ủy ban Trung ương Đảng Cộng sản Trung Quốc khóa XX, sau đó được bầu làm Ủy viên Bộ Chính trị trong Hội nghị toàn thể lần thứ nhất Ủy ban Trung ương khóa XX vào ngày 23 tháng 10 năm 2022. Cùng với Hà Vệ Đông, ông được bầu vào Bộ Chính trị khi chưa từng là Ủy viên Trung ương các nhiệm kỳ trước đó. Ngày 26 tháng 10, ông được phân công làm Bộ trưởng Bộ Tuyên truyền Trung ương Đảng Cộng sản Trung Quốc.

## Tác phẩm
Trong sự nghiệp nghiên cứu và giáo dục của mình, Lý Thư Lỗi có những tác phẩm, công trình nổi tiếng như:
- Lý Thư Lỗi (1993), 《都市的迁徙——现代小说与城市文化》, Nhà xuất bản 时代文艺. ISBN 9787538706666.[18]
- Lý Thư Lỗi (1995), 《为什么远行》, Nhà xuất bản 珠海. ISBN 9787806071298.[19]
- Lý Thư Lỗi (1996),《杂览主义》, Nhà xuất bản 中央编译. ISBN 9787801090980.[20]
- Lý Thư Lỗi (1997),《重读古典》, Nhà xuất bản 中国广播电视. ISBN 9787202020821.[21]
- Lý Thư Lỗi (1998),《文学的文化含义》, Nhà xuất bản 上海远东. ISBN 9787806136997.
- Lý Thư Lỗi (1998),《1942：走向民间》, Nhà xuất bản Văn học Nhân dân. ISBN 9787020108473.[22]
- Lý Thư Lỗi (1999),《村落中的国家：文化变迁的乡村学校》, Nhà xuất bản 浙江人民. ISBN 9787213019487.
- Lý Thư Lỗi (1999),《我观世音》, Nhà xuất bản 泰山. ISBN 9787806340981.[23]
- Lý Thư Lỗi (2003),《说什么激进》, Nhà xuất bản 中国文联. ISBN 9787505942066.[24]

## Đời tư
Lý Thư Lỗi có sở thích đọc sách, bày tỏ sự ngưỡng mộ các nhà lãnh đạo quốc gia chú tâm tới đọc sách, và có quan điểm rằng các công vụ viên Trung Quốc nên đọc nhiều hơn. Người mà ông ngưỡng mộ nhất là Bạch Cư Dị, một nhà thơ thời Nhà Đường.